# Centre Dom Vital
Le Centre Dom Vital était un cercle de réflexion brésilien d'intellectuels catholiques, fondé en 1919 (d'autres donnent la date de 1922 ou 1921), à Rio de Janeiro, par Jackson de Figueiredo, partisan d'un « catholicisme intransigeant » avec le modernisme. 

## Activités du Centre
Le Centre Dom Vital participa activement à la « renaissance catholique », mouvement de conversion des élites auparavant attirées par le positivisme. Il fut fondé avec l'appui du cardinal de Rio, Sebastião Leme da Silveira Cintra, et du jésuite Leonel Franca (pt), qui fonda ensuite l'Université catholique de Rio.
Il publiait la revue influente A Ordem, qui diffusa la pensée de Jacques Maritain, qui était encore à cette époque proche de l'Action française. La revue était à la fois anti-communiste et anti-libérale. Sur le terrain de l'éducation, il s'opposait au pôle laïque et positiviste incarné par l'Associação Brasileira de Educação (pt). A Ordem publiait aussi des articles antisémites, notamment sous la plume de Plinio Corrêa de Oliveira, fondateur en 1960 du mouvement intégriste Tradition Famille Propriété, ou du royaliste Arlindo Veiga dos Santos (pt) .
Toute une génération fut influencée par la revue Ordem et le centre Dom Vital: des intellectuels comme le poète Murilo Mendes, qui participa au surréalisme brésilien mais s'était converti en 1934, la poète Cecília Meireles ou Vinícius de Moraes lui-même collaborèrent ainsi à cette revue.
En 1928, Alceu Amoroso Lima, qui devint après la Seconde Guerre mondiale l'un des fondateurs de la démocratie chrétienne brésilienne, en devint le dirigeant. Plusieurs de ses membres participèrent à la Ligue électorale catholique (en) créée en 1932 dans un souci d'évangélisation et d'intervention dans la sphère politique, sans toutefois prendre la forme d'un parti politique. La même année, le Centre avait soutenu la « guerre pauliste » contre Getúlio Vargas.
En 1969, Gustavo Corção, qui avait été actif dès le début dans le centre, mena une scission, créant le groupe intégriste Permanência.